# DAZN
DAZN (МФА: [dəˈzoʊn]) — британська розважальна over-the-top платформа для трансляцій спортивних змагань.
Платформа DAZN транслює спортивні трансляції в прямому ефірі та за запитом у більш ніж 200 країнах світу. Має значну присутність в Італії, Іспанії, Німеччині, Японії, Франції, Португалії, Бельгії, Тайвані, Сполучених Штатах і Канаді, де володіє ключовими правами на національне мовлення.
DAZN була заснована в 2016 році, більшою частиною акцій володіє компанія Access Industries - найбільший у Європі цифровий спортивний мовник. У 2022 році DAZN запустила низку інших продуктів як частину своєї платформи, зокрема спортивні ставки, відеоігри, електронну комерцію, мерчендайзинг та продаж квитків.